# Tmesisternus speciosus
Tmesisternus speciosus là một loài bọ cánh cứng trong họ Cerambycidae.